# Шмаков, Артём Сергеевич
Артём Серге́евич Шма́ков (род. 6 марта 1990, Челябинск) — российский кёрлингист. Игрок мужской сборной России на чемпионате мира среди мужчин 2016. Играет на позиции четвёртого. Скип команды. Мастер спорта России.
Начинал заниматься кёрлингом в Челябинске, в составе челябинских команд («Юность-Метар») — призёр чемпионата России и всероссийских соревнований. Первый тренер — О. Пригоренко. Выступает за клуб «Адамант» (Санкт-Петербург) с сезона 2011—2012.
Студент Уральского государственного университета физической культуры.

## Достижения
- Чемпионат России по кёрлингу среди мужчин: золото (2013, 2014), серебро (2015, 2016), бронза (2012, 2020).
- Кубок России по кёрлингу среди мужчин: золото (2011, 2013, 2014), серебро (2010, 2013), бронза (2019).
- Чемпионат России по кёрлингу среди смешанных команд: золото (2018), бронза (2020).

## Команды
| Сезон                                               | Четвёртый            | Третий                | Второй               | Первый                | Запасной                                                          | Турниры                                 |
| --------------------------------------------------- | -------------------- | --------------------- | -------------------- | --------------------- | ----------------------------------------------------------------- | --------------------------------------- |
| 2009—10                                             | Михаил Брусков       | Артём Шмаков          | Сергей Глухов        | Дмитрий Миронов       | Александр Житняк                                                  | ЧРМ 2010 (9 место)                      |
| 2010—11                                             | Артём Шмаков         | Михаил Брусков        | Сергей Глухов        | Дмитрий Миронов       | Александр Житняк                                                  | КРМ 2010                                |
| 2010—11                                             | Артём Шмаков         | Евгений Архипов       | Сергей Глухов        | Александр Бадилин     | Сергей Манулычев                                                  | ПЕЮ 2011                                |
| 2011—12                                             | Артём Шмаков         | Михаил Брусков        | Сергей Глухов        | Дмитрий Миронов       | Дмитрий Соломатин                                                 | КРМ 2011                                |
| 2011—12                                             | Артём Шмаков         | Сергей Глухов         | Дмитрий Миронов      | Михаил Брусков        | Дмитрий Соломатин                                                 | ЧРМ 2012                                |
| 2012—13                                             | Алексей Целоусов     | Артём Шмаков          | Пётр Дрон            | Михаил Брусков        | Артур Ражабов                                                     | ЧРМ 2013                                |
| 2013—14                                             | Алексей Целоусов     | Артём Шмаков          | Алексей Тимофеев     | Евгений Климов        |                                                                   | КРМ 2013                                |
| 2013—14                                             | Алексей Целоусов     | Артём Шмаков          | Пётр Дрон            | Евгений Климов        | Алексей Тимофеев                                                  | ЧРМ 2014                                |
| 2014—15                                             | Алексей Целоусов     | Артём Шмаков          | Алексей Тимофеев     | Евгений Климов        | Виктор Воробьёв                                                   | ЧРМ 2015                                |
| 2015—16                                             | Алексей Целоусов     | Артём Шмаков          | Роман Кутузов        | Алексей Тимофеев      | Александр Козырев                                                 | ЧМ 2016 (10 место)                      |
| 2015—16                                             | Алексей Целоусов     | Евгений Климов        | Алексей Тимофеев     | Артём Шмаков          | Александр Быстров                                                 | ЧРМ 2016                                |
| 2016—17                                             | Артём Шмаков         | Никита Кукунин        | Кирилл Седельников   | Андрей Кузнецов       |                                                                   | ЧРМ 2017 (14 место)                     |
| 2017—18                                             | Алексей Тимофеев     | Артём Шмаков          | Артур Ражабов        | Евгений Климов        | Сергей Глухов тренеры: Александр Козырев, Игорь Минин             | ЧЕ 2017 (6 место)                       |
| 2017—18                                             | Алексей Тимофеев     | Сергей Глухов         | Артур Ражабов        | Евгений Климов        | Артём Шмаков тренер: Александр Козырев                            | ЧМ 2018 (9 место)                       |
| 2017—18                                             | Артём Шмаков         | Иван Казачков         | Георгий Артемьев     | Никита Кукунин        |                                                                   | КРМ 2017 (13 место) ЧРМ 2018 (16 место) |
| 2018—19                                             | Артём Шмаков         | Никита Кукунин        | Иван Казачков        | Даниил Зазульских     |                                                                   | КРМ 2018 (5 место) ЧРМ 2019 (12 место)  |
| 2019—20                                             | Артём Шмаков         | Никита Кукунин        | Иван Казачков        | Даниил Зазульских     |                                                                   | КРМ 2019                                |
| 2020—21                                             | Артём Шмаков         | Иван Казачков         | Александр Полушвайко | Даниил Зазульских     | тренер: Артём Шмаков                                              | КРМ 2020 (5 место)                      |
| 2020—21                                             | Артём Шмаков         | Иван Казачков         | Никита Кукунин       | Даниил Зазульских     | Алексей Сотников тренер: Артём Шмаков                             | ЧРМ 2020                                |
| 2020—21                                             | Артём Шмаков         | Иван Казачков         | Никита Кукунин       | Даниил Зазульских     | Александр Полушвайко тренер: Артём Шмаков                         | ЧРМ 2021 (7 место)                      |
| 2021—22                                             | Артём Шмаков         | Иван Казачков         | Никита Кукунин       | Алексей Сотников      | Руслан Чен-Хан тренеры: Артём Шмаков, А.Н. Артемьев               | КРМ 2021 (4 место)                      |
| 2021—22                                             | Иван Казачков        | Никита Кукунин        | Даниил Зазульских    | Алексей Сотников      | Артём Шмаков тренер: Артём Шмаков                                 | ЧРМ 2022 (10 место)                     |
| Кёрлинг среди смешанных команд (mixed curling)      |                      |                       |                      |                       |                                                                   |                                         |
| 2007—08                                             | Екатерина Семендяева | А. Булгаков           | А. Севостьянова      | Артём Шмаков          | А. Жукова Д. Швецов                                               | ЧРСК 2008 (21 место)                    |
| 2008—09                                             | Михаил Брусков       | Ольга Журавлёва       | Евгений Полухин      | Антонина Редреева     | Дарья Ященко, Артём Шмаков тренеры: Е.А. Жиделев, О.И. Пригоренко | КРСК 2008 (13 место)                    |
| 2009—10                                             | Михаил Брусков       | Ольга Журавлёва       | Артём Шмаков         | Антонина Редреева     | Елена Журавлёва тренеры: Е.А. Жиделев, О.И. Пригоренко            | КРСК 2009 (7 место)                     |
| 2009—10                                             | Артём Шмаков         | Дарья Ященко          | Сергей Глухов        | Марина Согрина        |                                                                   | ЧРСК 2010 (5 место)                     |
| 2010—11                                             | Артём Шмаков         | Дарья Ященко          | Сергей Глухов        | Анна Кунцева          | Михаил Брусков, Марина Согрина                                    | КРСК 2010 (9 место)                     |
| 2013—14                                             | Артём Шмаков         | Ульяна Васильева      | Евгений Климов       | Оксана Богданова      |                                                                   | ЧРСК 2014 (9 место)                     |
| 2017—18                                             | Артём Шмаков         | Екатерина Кунгурова   | Никита Кукунин       | Александра Стояросова |                                                                   | ЧРСК 2018                               |
| 2018—19                                             | Артём Шмаков         | Александра Стояросова | Никита Кукунин       | Екатерина Кунгурова   |                                                                   | ЧРСК 2019 (10 место)                    |
| 2019—20                                             | Артём Шмаков         | Александра Стояросова | Иван Казачков        | Екатерина Кунгурова   | тренеры: Артём Шмаков, А.Н. Артемьев                              | ЧРСК 2020                               |
| 2020—21                                             | Артём Шмаков         | Александра Стояросова | Никита Кукунин       | Екатерина Кунгурова   | тренеры: Артём Шмаков, А.Н. Артемьев                              | ЧРСК 2021 (7 место)                     |
| Кёрлинг среди смешанных пар (mixed doubles curling) |                      |                       |                      |                       |                                                                   |                                         |
| 2011—12                                             | Артём Шмаков         | Дарья Ященко          |                      |                       |                                                                   | ЧРСП 2012 (14 место)                    |

(скипы выделены полужирным шрифтом)